# Lepidodexia camorim
Lepidodexia camorim är en tvåvingeart som först beskrevs av Guilherme A.M.Lopes 1991.  Lepidodexia camorim ingår i släktet Lepidodexia och familjen köttflugor. Inga underarter finns listade i Catalogue of Life.